# Ховард Флореј
Ховард Валтер Флореј (енгл. Howard Florey; 24. септембар 1898 — 21. фебруар 1968) био је аустралијски фармаколог и патолог који је 1945. године поделио Нобелову награду за физиологију или медицину са Ернстом Борисом Чејном и Александером Флемингом за његову улогу у развоју пеницилина.
Иако је Флеминг добио највише заслуга за откриће пеницилина, Флореј је био тај који је 1941. године извршио прва клиничка испитивања пеницилина у амбуланти Radcliffe у Оксфорду на првом пацијенту, констаблу из Оксфорда. Пацијент је почео да се опоравља, али је потом умро, јер Флореј у то време није могао да направи довољно пеницилина. Флореј и Чејн су уствари направили користан и ефикасан лек од пеницилина, након што је задатак напуштен као претежак.
Процјењује се да су Флорејева открића, заједно са открићима Флеминга и Ернста Чејна, спасила преко 200 милиона живота  а аустралијска научна и медицинска заједница га стога сматра једном од својих највећих фигура. Сер Роберт Мензиз, Аустралијски премијер с најдужим стажом, рекао је, "Што се тиче светског благостања, Флореј је био најважнији човек икада рођен у Аустралији." 

## Младост и образовање
Ховард Флореј рођен је у Малверну, јужном предграђу Аделејда у Јужној Аустралији, најмлађе од троје деце и једини син. Његов отац, Joseph Florey, био је енглески имигрант, а мајка Bertha Mary Wadham била је Аустралијанка друге генерације.‍:255
Флореј се школовао у припремној школи Kyre College (данас Scotch College), а затим на St Peter's College, Аделејд, где се истакао у хемији и физици, али не и у математици.  Такође се бавио разним спортовима за школу: крикет, фудбал, атлетика и тенис.‍:255 Студирао је медицину на Универзитету у Аделејду од 1917. до 1921. године, у потпуности плаћен државном стипендијом коју је постигао. 
Флореј је наставио студије на Magdalen College, Оксфорд, као Rhodes Scholar под паском сер Charles Scott Sherrington-а, стекавши БА 1924 и МА 1935. 1925. године напустио је Оксфорд да би похађао Универзитет у Кембриџу, а за то време је стекао стипендију Rockefeller Foundation и десет месеци студирао у Сједињеним Државама. Вратио се у Енглеску 1926. године и био је изабран за стипендију на Gonville and Caius College, Кембриџ, а годину дана касније стекао је докторат. ‍:258–259

## Каријера
Након Кембриџа, Флореј је 1932. именован на катедри за патологију Joseph Hunter-а на University of Sheffield. 1935. вратио се у Оксфорд, као професор патологије и сарадник на Lincoln College, Оксфорд, у водећи тим истраживача. Радећи са Ернстом Борисом Чејном, Норман Хитлијем и Едвардом Абрахамом, прочитао је чланак Александера Флеминга у којем се расправљало о антибактеријским ефектима плесни Penicillium notatum.‍:260–262
1941. он и Чејн лечили су свог првог пацијента Алберта Алекандера, који је имао малу рану на углу уста, која се затим проширила, што је довело до тешке инфекције лица која укључује стрептококе и стафилококе. Цело лице, очи и власиште отекли су до те мере да му је уклоњено око за ублажавање болова. У року од једног дана од давања пеницилина, почео је да се опоравља. Међутим, истраживачи нису имали довољно пеницилина да му помогне да се потпуно опорави, а он се релапсирао и умро. Због овог искуства и потешкоћа у производњи пеницилина, истраживачи су фокус усмерили на децу која су могла да се лече мањим количинама пеницилина. 
Флорејев истраживачки тим истраживао је велику производњу калупа и ефикасно екстраховање активног састојка, успевши до те мере да је до 1945. производња пеницилина представљала индустријски процес за савезнике у Другом светском рату. Међутим, Флореј је рекао да су пројекат првобитно водили научни интереси и да је откриће лекова било бонус: 
| „ | Људи понекад мисле да смо ја и остали радили на пеницилину, јер смо били заинтересовани за патњу човечанства. Мислим да нам никада није пало на памет о патњи човечанства. Ово је била занимљива научна вежба, и зато што је била од неке користи у медицини, веома радује, али то није био разлог што смо почели да радимо на томе. - Ховард Флореј | ” |

| „ | Развијање пеницилина био је тимски напор, као што то обично јесу. - Ховард Флореј | ” |

Флореј је поделио Нобелову награду за физиологију или медицину 1945. године са Ернстом Борисом Чејном и Александером Флемингом. Флеминг је прво уочио антибиотска својства калупа који ствара пеницилин, али су га Чејн и Флореј развили у користан третман. 
1958. године Флореј је отворио Школу медицинских истраживања John Curtin при АНУ у Канбери. Године 1965. краљица га је поставила за лорда Флореја и понуђена му је и прихваћена улога канцелара Аустралијског националног универзитета. 

## Почасти и награде
18. јула 1944, Флореј је постављен за Витеза нежењу. 1947. године освојио је златну медаљу Краљевског медицинског друштва. 
Добитник је Камеронове награде за терапију Универзитета у Единбургу и Листерове медаље 1945. године, за допринос хируршкој науци.  Одговарајући говор Листер, одржан на Краљевском колеџу хирурга у Енглеској касније те године, назван је „Употреба микроорганизама у терапеутске сврхе“.  Универзитет у Сао Паулу доделио му је 1946. почасни докторат. 
Флореј је изабран за члана Краљевског друштва 1941. и постао је председник 1958. 1962. године Флореј је постао проректор The Queen's College, Оксфорд. За време његовог мандата, колеџ је саградио нови стамбени блок, назван Зграда Флореј у његову част. Зграду је пројектовао британски архитекта сер Џејмс Стерлинг.
Дана 4. фебруара 1965, Сер Ховард је приоизведен у животног вршњака и постао је барон Флореи, из Аделејда у држави Јужна Аустралија и Аустралијског Комонвелта и Марстона у граду Оксфорд. Ово је била већа част од витештва додељеног проналазачу пеницилина, сер Александру Флемингу, и препознало је монументално дело које је Флореј учинио дајући пеницилин на располагање у довољним количинама да спаси милионе живота у рату, упркос Флеминговим сумњама да је то изводљиво. 15. јула 1965. Флореј је именован за орден Реда заслужних грађана. 
Флореј је био канцелар Аустралијског националног универзитета од 1965. до своје смрти 1968. Амфитеатар на Медицинском факултету John Curtin добило је његово име током његовог мандата на АНУ.

### Списак награда
- Fellow of the Royal Society (1941)[4]
- Cameron Prize for Therapeutics of the University of Edinburgh (1945)
- Нобелова награда за физиологију или медицину (1945)
- Lister Medal (1945)
- Knight Bachelor
- Albert Medal (1946)
- Royal Medal (1951)
- Copley Medal (1957)
- Lomonosov Gold Medal (1965)
- Wilhelm Exner Medal (1960)

## Постхумне почасти и заоставштина
Флорејев портрет појављивао се на аустралијској новчаници од 50 долара током 22 године (1973–95),  а по њему је названо предграђе Флореј у аустралијској престоници.  По њему су такође названи Флорејов институт за неуронауку и ментално здравље, смештен на Универзитету у Мелбурну у држави Викторија  и предаваоница у медицинској школи Универзитета у Аделејду.  Угашена аустралијска студентска награда, додељена изванредним средњошколцима, претходно је названа „Lord Florey Student Prize“ у знак признања Флореју. 
По њему је названа јединица Флореј из болнице Royal Berkshire у Реадингу у Беркширу. 
У његову част именован је Флореј Институт за интеракцију домаћин-патоген Универзитета у Шелфилду. 
Научни центар Флореј на колеџу Светог Петра у Аделејду назван је по њему. Отворена је после 1950. Зграда олакшава наставу природних наука студентима од 7. до 12. године. На ходнику најнижег спрата налази се спомен статуа и плоча.

## Лични живот
На универзитету у Аделејду упознао је Ethel Reed (Mary Ethel Hayter Reed), студенткињу медицине, која је постала и његова супруга и његова истраживачка колегица. Имали су двоје деце: Paquita Mary Joanna и Charles du Vé.  Након смрти супруге, оженио се 1967. године са својом дугогодишњом колегицом и асистенткињом за истраживање Margaret Jennings (1904–1994). Преминуо је од срчаног удара 1968. године и почаствован је парастосом у Вестминстерској опатији у Лондону.
Флореј је био агностик. 

## У филму
Penicillin: The Magic Bullet (Пеницилин: Чаробни метак) је аустралијска филмска продукција из 2006. године, коју је написао Gordon Glenn, а финансирала је Филмска корпорација за финансије и Arcimedia Productions у сарадњи са филмом Вицкориа. 
Breaking the Mould (Разбијање плесни) је историјска драма из 2009. године која говори о развоју пеницилина 1930-их и 40-их година, групе научника са Оксфорда на челу са Флорејем из Dunn School of Pathology. У филму глуме Доминик Вест као Флореј, Denis Lawson и Oliver Dimsdale; а написала га је Kate Brooke, а режирао Peter Hoar.